# Clôture de chœur de la cathédrale Notre-Dame de Chartres
Pour un article plus général, voir Cathédrale Notre-Dame de Chartres.
Commandée à Jehan de Beauce au tout début du XVIe siècle, la clôture de chœur dit "tour du chœur" de la cathédrale Notre-Dame de Chartres, est une œuvre réalisée en pierre se dressant à plus de 6 m de hauteur sur une longueur d'environ cent mètres, ayant pour objet d’isoler le chœur liturgique auquel les laïcs n’avaient pas accès.
Formant la transition entre l'art gothique et le style de la Première Renaissance française, cette clôture de chœur de style Louis XII est classée, en totalité et pour chacune de ses parties, au titre des objets monuments historiques depuis 1862.
Elle est structurée horizontalement en quatre niveaux : le soubassement, la claire-voie, les niches et le couronnement.

## Le soubassement
Le niveau inférieur constituant le soubassement présente un décor d'architecture aux motifs variés de style Louis XII dont le traitement du stylobate surmonté de médaillons à l'antique et de carrés sur la pointe annonce clairement les réalisations du règne suivant.

## La claire-voie
Au-dessus du soubassement se trouve la claire-voie ou chancel. Depuis la mise en place, à l'intérieur du chœur, des 6 bas-reliefs de Charles-Antoine Bridan à la fin du XVIIIe siècle, elle est obstruée par du plâtre. Si la partie supérieure composée de niches et de pinacles est encore pleinement dans l'esprit du gothique flamboyant, l'ogive a totalement disparu dans la claire-voie qui mêle déjà des éléments inédits pour l'époque médiévale comme les pilastres à arabesques.

## Les niches

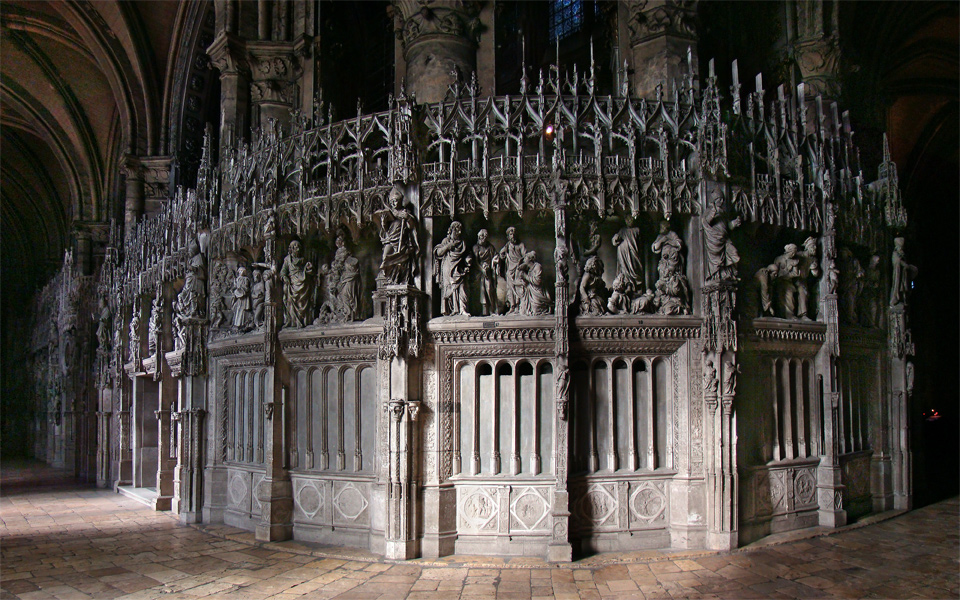
Vue d'ensemble.

Les niches sont placées au-dessus de la claire-voie et abritent les 40 groupes sculptés mettant en scène la vie de Marie et de Jésus.
Chaque groupe est numéroté de 1 à 40 sur le bord inférieur des niches. Certains groupes sont renseignés d'une plaque mentionnant l'auteur, ou d'une légende en lettres gothiques identifiant la scène.

### Répartition
Ces quarante groupes sont répartis entre quinze travées :
- les huit travées du chœur proprement dit qui abritent chacune 4 scènes, à l'exception de la troisième travée accueillant l'horloge astronomique, soit 29 scènes, dont la scène double 27 de la douzième travée (Élévation de la Croix) ;
- six des sept travées de l'abside, qui abritent chacune deux scènes, excepté la scène double 21 de la neuvième travée (Entrée de Jésus à Jérusalem), soit onze scènes. La travée axiale, également nommée « rond-point », ne comporte aucune scène.

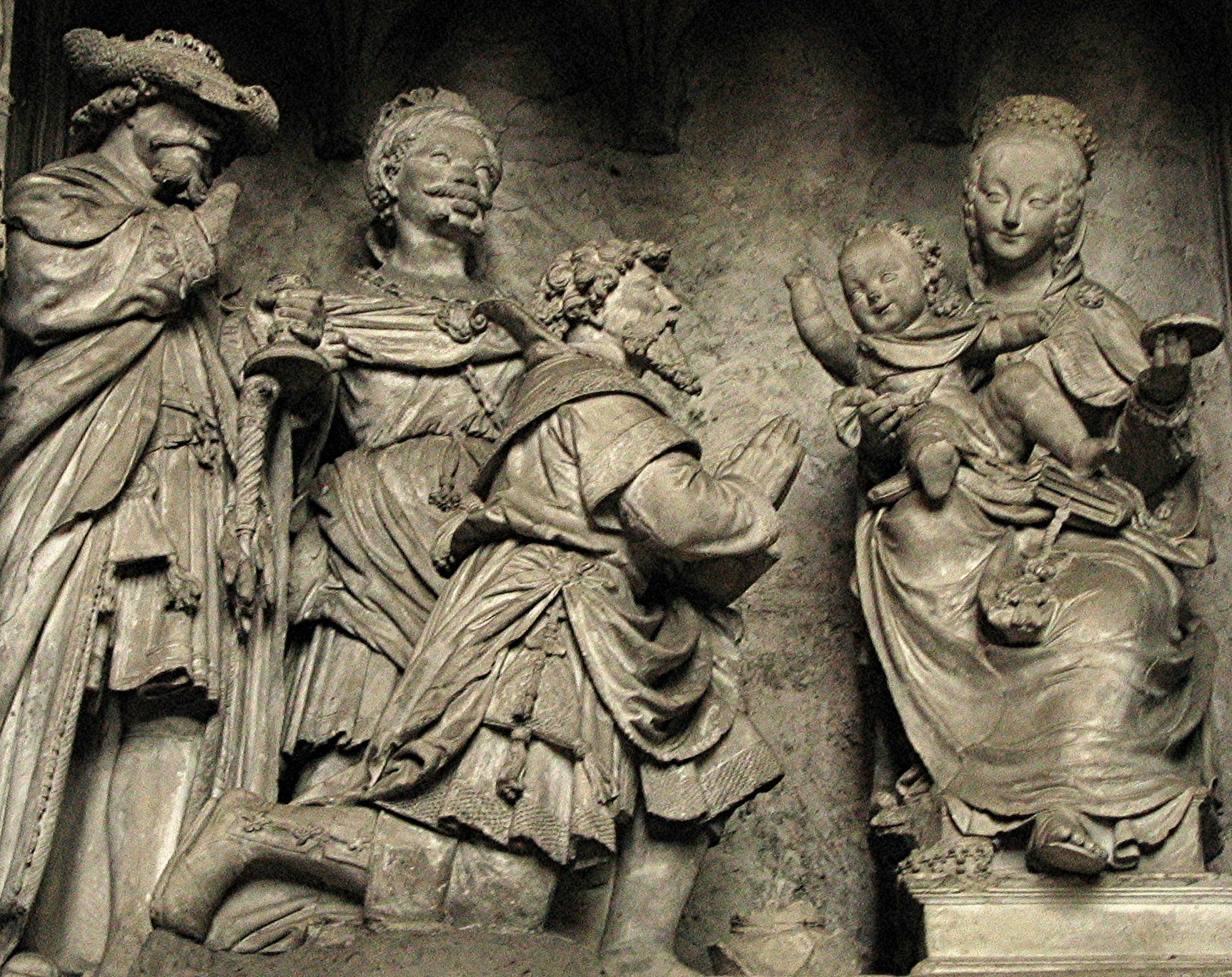
Adoration des mages (12).
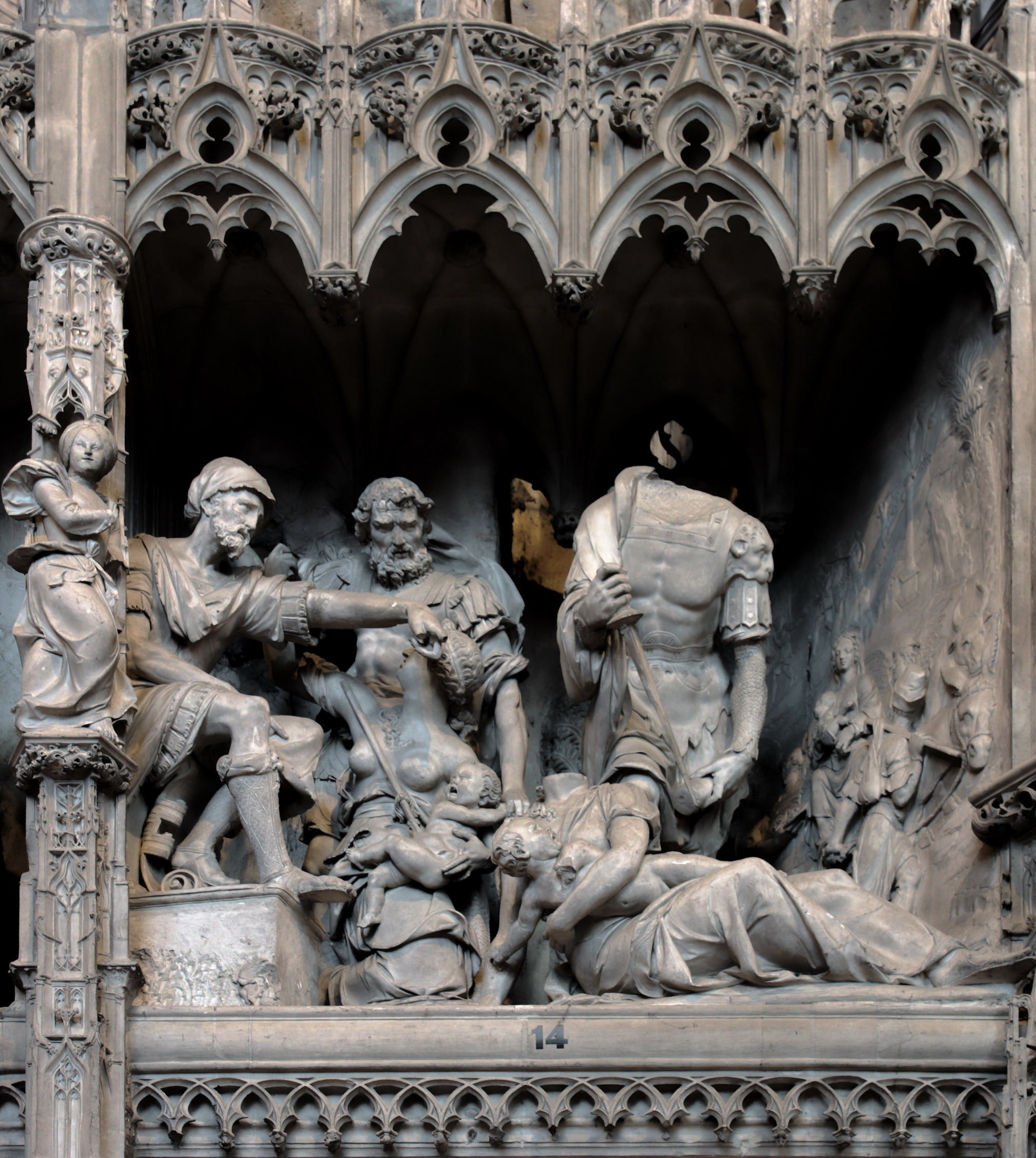
Le massacre des Innocents (14).
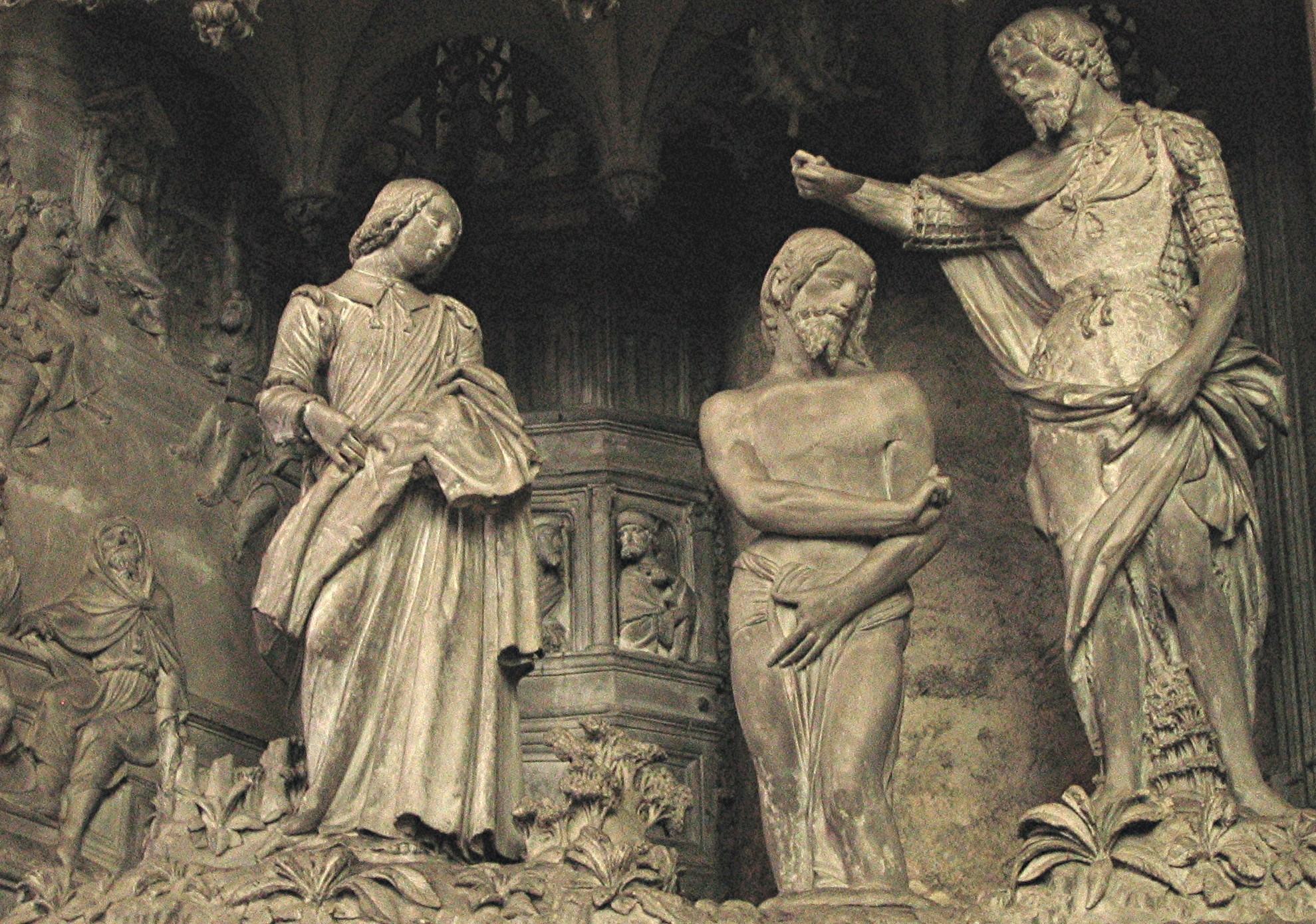
Baptême de Jésus (15).
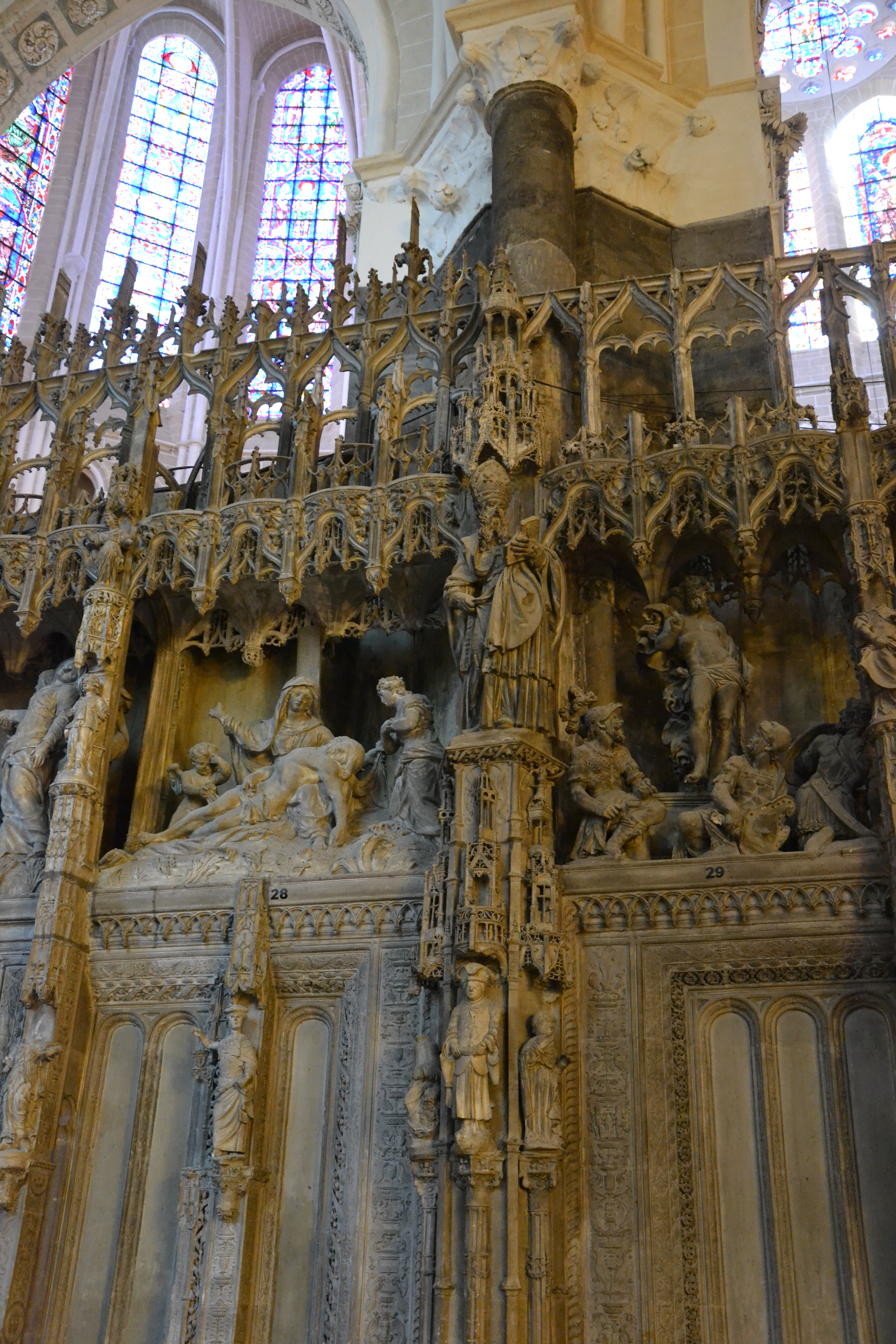
Déploration (28), Résurrection (29).

### Liste des 40 scènes
| N° de scène | N° de travée | Thème                                        | Dates     | Auteur              | Base Palissy         |
| ----------- | ------------ | -------------------------------------------- | --------- | ------------------- | -------------------- |
| 1           | 1            | Annonce de la naissance de Marie à Joachim   | 1519      | Jehan Soulas        | Notice no IM28000414 |
| 2           | 1            | Annonce de la naissance de Marie à Anne      | 1519      | Jehan Soulas        | Notice no IM28000415 |
| 3           | 1            | Rencontre d'Anne et Joachim à la Porte dorée | 1519      | Jehan Soulas        | Notice no IM28000416 |
| 4           | 1            | Naissance de Marie                           | 1519      | Jehan Soulas        | Notice no IM28000417 |
| 5           | 2            | Présentation de Marie au Temple              | 1521      | Jehan Soulas        | Notice no IM28000418 |
| 6           | 2            | Mariage de Marie et Joseph                   | 1521      | Jehan Soulas        | Notice no IM28000419 |
| 7           | 2            | L'Annonciation                               | 1521      | Jehan Soulas        | Notice no IM28000420 |
| 8           | 2            | La Visitation                                | 1529      | Jehan Soulas        | Notice no IM28000421 |
| 9           | 3            | Le songe de Joseph                           | 1529      | Jehan Soulas        | Notice no IM28000422 |
| 10          | 3            | La Nativité                                  | 1529      | Jehan Soulas        | Notice no IM28000423 |
| 11          | 4            | La circoncision                              | 1529      | Jehan Soulas        | Notice no IM28000424 |
| 12          | 4            | Adoration des mages                          | 1529      | Jehan Soulas        | Notice no IM28000425 |
| 13          | 4            | Présentation de Jésus au Temple              | 1543      | François Marchand   | Notice no IM28000426 |
| 14          | 4            | Massacre des Innocents                       | 1543      | François Marchand   | Notice no IM28000427 |
| 15          | 5            | Baptême de Jésus                             | 1524-1548 | Nicolas Guybert (?) | Notice no IM28000428 |
| 16          | 5            | Tentation du Christ                          | 1611      | Thomas Boudin       | Notice no IM28000429 |
| 17          | 6            | Guérison de la fille d'une Cananéenne        | 1611      | Thomas Boudin       | Notice no IM28000430 |
| 18          | 6            | La Transfiguration                           | 1611      | Thomas Boudin       | Notice no IM28000431 |
| 19          | 7            | Jésus et la femme adultère                   | 1680      | Jean Dedieu         | Notice no IM28000432 |
| 20          | 7            | Guérison de l'aveugle-né                     | 1683      | Pierre Le Gros      | Notice no IM28000433 |
| 21          | 9            | Entrée de Jésus à Jérusalem (2 scènes)       | 1705      | Jean-Baptiste Tuby  | Notice no IM28000434 |
| 22          | 10           | Jésus au jardin de Gethsémani                | 1716      | Simon Mazière       | Notice no IM28000435 |
| 23          | 10           | Le baiser de Judas                           | 1716      | Simon Mazière       | Notice no IM28000436 |
| 24          | 11           | Jésus devant Pilate                          | 1716      | Simon Mazière       | Notice no IM28000437 |
| 25          | 11           | Flagellation de Jésus                        | 1713      | Simon Mazière       | Notice no IM28000438 |
| 26          | 12           | Le couronnement d'épines                     | 1715      | Simon Mazière       | Notice no IM28000439 |
| 27          | 12           | Élévation de la Croix (1 scène double)       | 1714      | Simon Mazière       | Notice no IM28000440 |
| 28          | 12           | Déploration de Marie - Piéta                 | 1714      | Simon Mazière       | Notice no IM28000441 |
| 29          | 13           | La Résurrection                              | 1610-1611 | Thomas Boudin       | Notice no IM28000442 |
| 30          | 13           | Les saintes femmes au tombeau                | 1610-1611 | Thomas Boudin       | Notice no IM28000443 |
| 31          | 13           | Les pèlerins d'Emmaüs                        | 1610-1611 | Thomas Boudin       | Notice no IM28000444 |
| 32          | 13           | Apparition de Jésus à Thomas                 | 1610-1611 | Thomas Boudin       | Notice no IM28000445 |
| 33          | 14           | Apparition de Jésus à Marie                  | 1516-1517 | Anonyme             | Notice no IM28000446 |
| 34          | 14           | L'Ascension                                  | 1516-1517 | Anonyme             | Notice no IM28000447 |
| 35          | 14           | La Pentecôte                                 | 1516-1517 | Anonyme             | Notice no IM28000448 |
| 36          | 14           | Adoration de la Croix                        | 1516-1517 | Anonyme             | Notice no IM28000449 |
| 37          | 15           | La Dormition de Marie                        | 1516-1517 | Anonyme             | Notice no IM28000450 |
| 38          | 15           | Les funérailles de Marie                     | 1516-1517 | Anonyme             | Notice no IM28000451 |
| 39          | 15           | L'Assomption                                 | 1516-1517 | Anonyme             | Notice no IM28000452 |
| 40          | 15           | Le couronnement de Marie                     | 1516-1517 | Anonyme             | Notice no IM28000453 |

### Statuaire

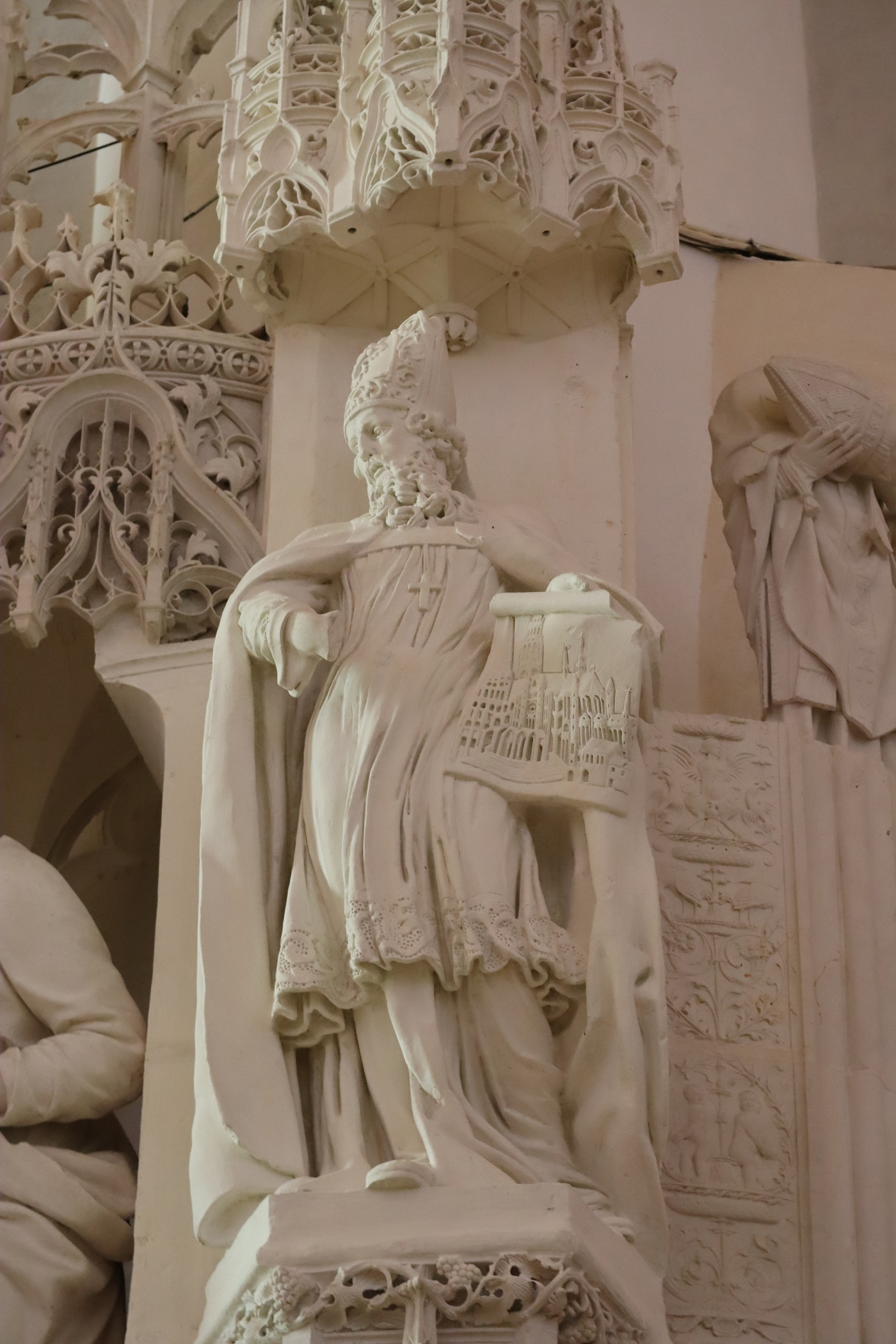
Statue de Fulbert.

#### Statues des contreforts
Un ensemble de seize statues, hautes d'environ 1,60 m, ornent les piliers des travées. Elles représentent Dieu le Père, situé à gauche de la première niche, et des évêques de Chartres non identifiés, à l'exception de Fulbert. Elles sont l’œuvre de Thomas Boudin.

#### Statuettes
Un ensemble de 84 statuettes, d'une hauteur comprise entre 35 cm et 60 cm complètent l'ornementation et sont placées à plusieurs niveaux. Le projet initial, qui ne semble pas avoir eu d'autre but que de représenter des personnages de la société, prévoyait la réalisation de 136 sculptures.

## Le couronnement
Au niveau le plus élevé, le couronnement coiffe les niches par de nombreux motifs architecturaux dont des dais de pierre sculptés, dits baldaquins, et présente, selon la comparaison en usage, l'aspect d'une dentelle de pierre. La construction de ce couronnement s'effectue en même temps que la réalisation des groupes sculptés correspondants et s'étale donc sur plus de deux siècles.

## L'horloge astronomique du Tour du chœur
Elle est située côté sud après la scène de la Visitation, au début de la troisième travée qui ne comporte de ce fait que 2 scènes : le songe de Joseph et la Nativité. Cette horloge astrolabique date de 1528 et son auteur est resté anonyme. Le mécanisme d'origine a été remplacé en 2009 par un système électrique.

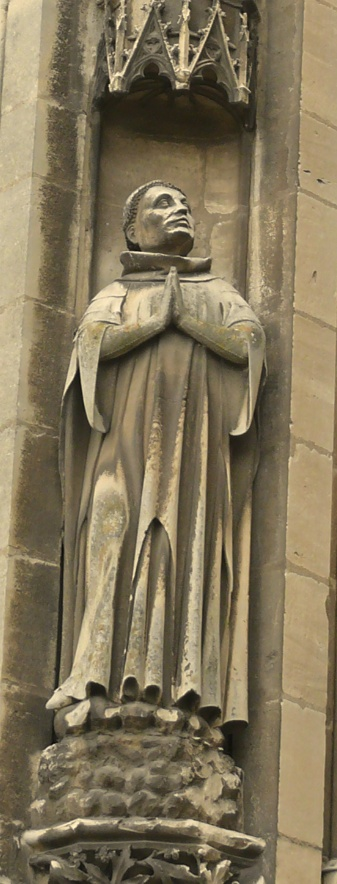
Statuette surmontée d'un dais.
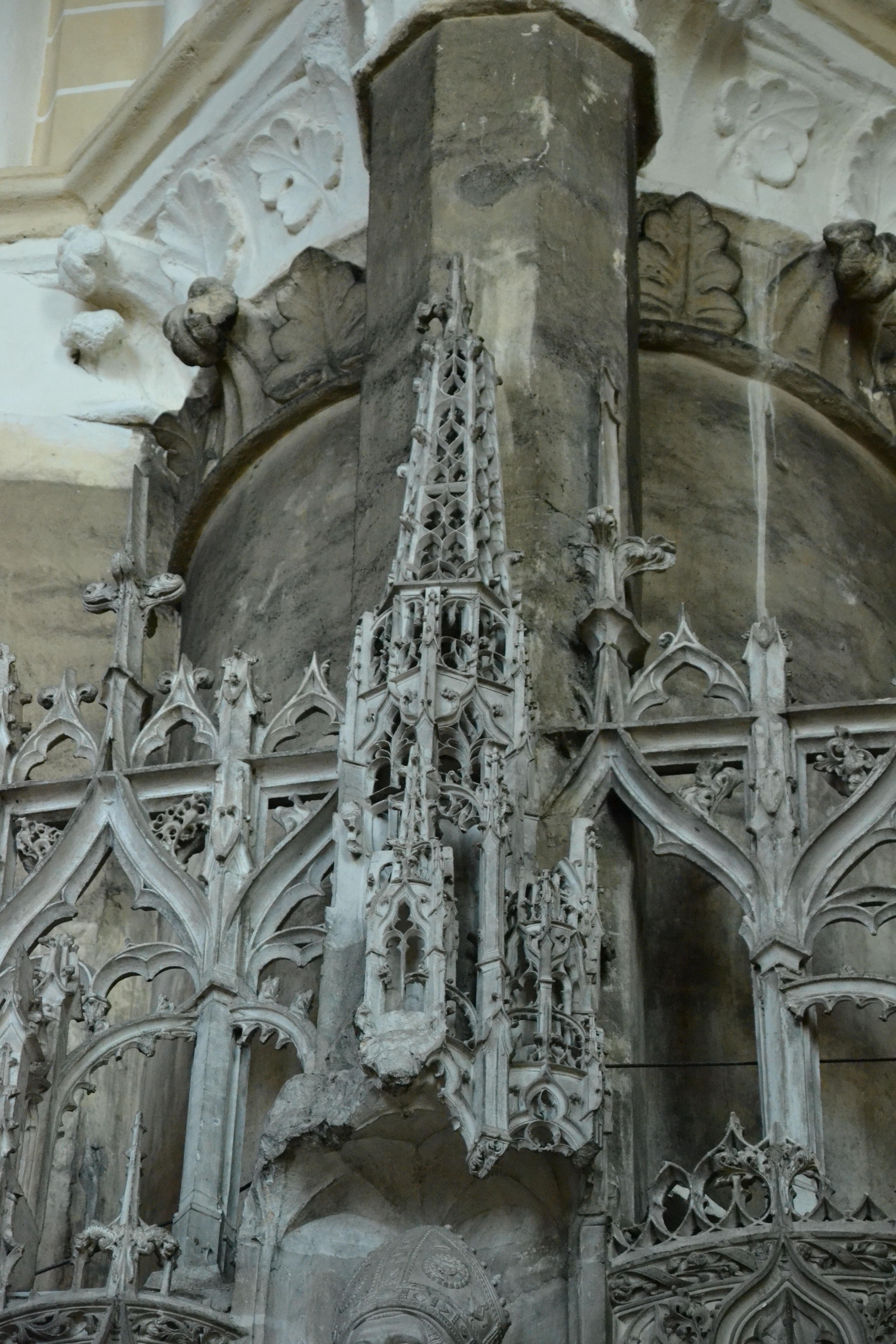
Détail du couronnement.
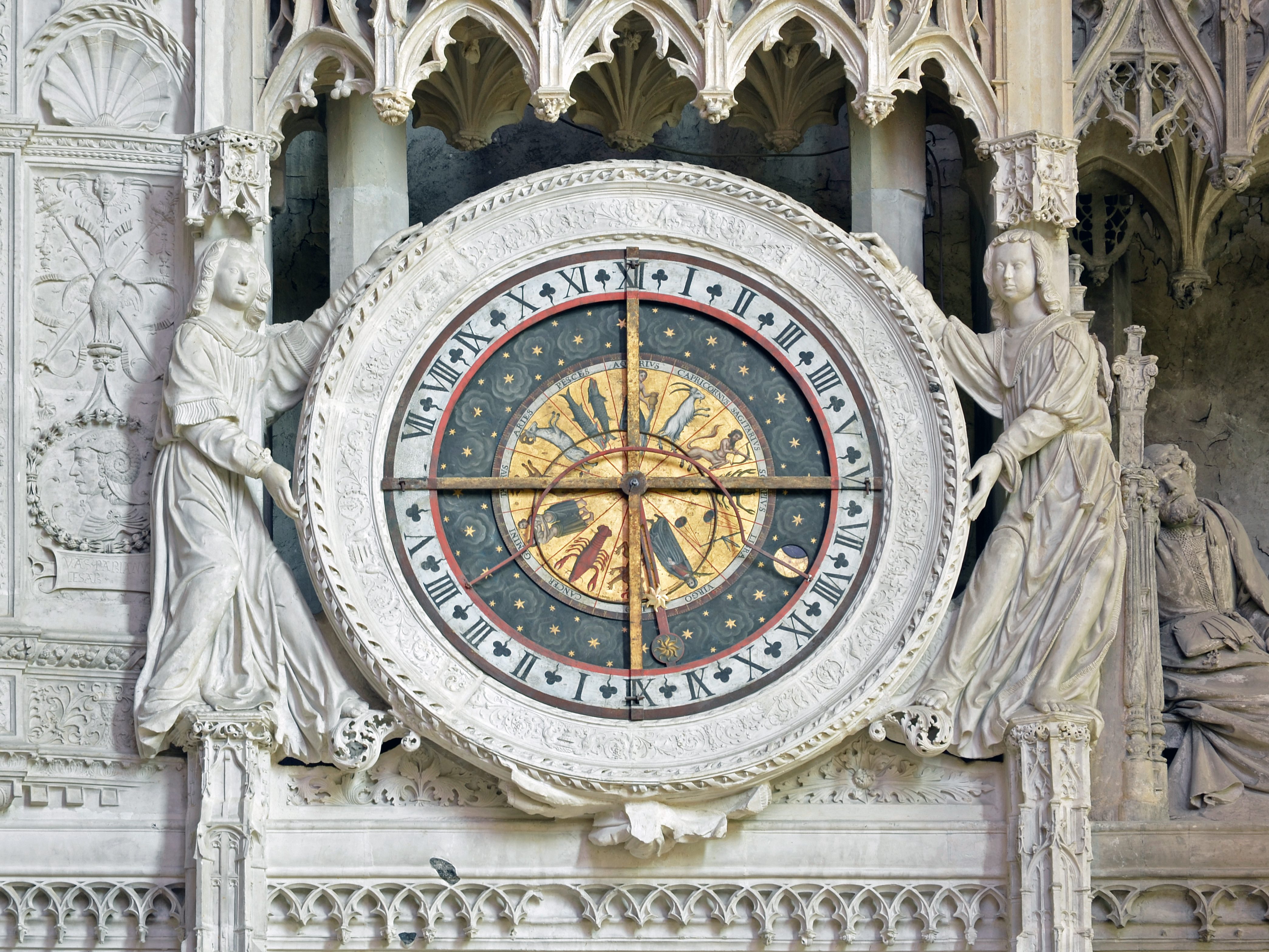
Cadran de l'horloge astronomique intérieure.